# Paraonella nordica
Paraonella nordica är en ringmaskart som beskrevs av Strelzov 1968. Paraonella nordica ingår i släktet Paraonella och familjen Paraonidae. Inga underarter finns listade i Catalogue of Life.